# Уилсон, Лес
Эрнест Лесли (Лес) Уилсон (англ. Ernest Leslie (Les) Wilson, 14 февраля 1952, Уонгануи, Новая Зеландия) — новозеландский хоккеист (хоккей на траве), вратарь. Олимпийский чемпион 1976 года.

## Биография
Лес Уилсон родился 14 февраля 1952 года в новозеландском городе Уонгануи.
В 1976 году вошёл в состав сборной Новой Зеландии по хоккею на траве на Олимпийских играх в Монреале и завоевал золотую медаль. В матчах не участвовал.
Сделал большой вклад в развитие хоккея в Уонгануи, был игроком, тренером и администратором.
Занимался обслуживанием котельного оборудования. Впоследствии основал собственную фирму, выпускающую стеллажи для магазинов.

## Увековечение
В 1990 году в составе сборной Новой Зеландии, выигравшей Олимпиаду, введён в Новозеландский спортивный Зал славы.